# Xã Pleasant Valley, Quận Williams, Bắc Dakota
Xã Pleasant Valley (tiếng Anh: Pleasant Valley Township) là một xã thuộc quận Williams, tiểu bang Bắc Dakota, Hoa Kỳ. Năm 2010, dân số của xã này là 121 người.